# Puzanek kaspijski
Puzanek kaspijski (Alosa caspia) – gatunek anadromicznej ryby z rodziny śledziowatych (Clupeidae).

## Występowanie
Morze Czarne, Morze Azowskie i Morze Kaspijskie. Na tarło wpływa do rzek. Tworzy wiele odmian uznawanych czasem za podgatunki. W Morzu Czarnym tworzy populację wędrowną, w Morzu Kaspijskim kilka odmian, w tym wędrowne i półwędrowne.

## Podgatunki
- Alosa caspia caspia[3] – podgatunek nominatywny
- puzanek astrabadzki[2] (Alosa caspia knipowitschi[4]) – występuje w północnej części Morza Kaspijskiego
- puzanek enzeliński[2] (Alosa caspia persica[5]) – występuje w Morzu Kaspijskim
- puzanek północno-wschodni[2] (Alosa caspia salina) – występuje w Morzu Kaspijskim

Wcześniej wyróżniano jeszcze podgatunki, które obecnie klasyfikowane są jako Alosa tanaica:
- puzanek dunajski[2] (Alosa caspia nordmanni) – występuje w zachodniej części Morza Czarnego i rzekach wpadających do niego, m.in. w Dunaju
- puzanek paleostomski[2] (Alosa caspia palaeostomi) – występuje w Morzu Czarnym[2]
- puzanek azowski[2] (Alosa caspia tanaica) – występuje we wschodniej części Morza Czarnego i w rzekach wpadających do niego m.in. Donu

## Cechy morfologiczne
Osiąga długość 30 cm. Ciało silnie bocznie spłaszczone. Na bokach za łukami skrzelowymi kilka ciemnych plam.

## Rozród
Tarło odbywa wiosną w najwyższych partiach rzek, w dość zimnej wodzie o głębokości 2–4 m.

## Znaczenie gospodarcze
Ma duże znaczenie gospodarcze, szczególnie w północnej części Morza Kaspijskiego.